# Mäeküla piimamees

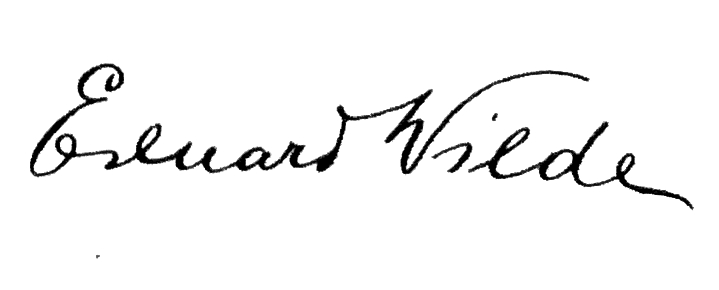

Mäeküla piimamees (Der Milchmann von Mäeküla) ist der Titel eines Romans des estnischen Schriftstellers Eduard Vilde (1865–1933). Er erschien 1916 im estnischsprachigen Original.

## Erscheinen
Eduard Vilde schrieb den Roman im Exil in Kopenhagen. Mit der Revolution von 1905 hatte der Sozialist Vilde Estland verlassen müssen, da er zu den Gegnern des Zaren gehörte. Erst 1917 konnte er in seine Heimat zurückkehren.
Im Januar 1916 kam das Manuskript von Mäeküla piimamees in Estland an und wurde bereits vier Monate später, im April 1916, in Tallinn verlegt. Der Roman hat in der Erstausgabe 247 Seiten. Den Einband gestaltete der estnische Künstler Oskar Kallis.
Wie alle Romane Vildes fand das Werk ein weitestgehend positives Echo in seiner Heimat und wurde viel gelesen. Mäeküla piimamees blieb Vildes letzter Roman.
Auch während der Zeit der Sowjetunion und danach fand das Werk eine breite Leserschaft. Das Buch wurde und wird oft im Schulunterricht behandelt.
Weitere Auflagen des Romans folgten 1922, 1935, 1947, 1948, 1955, 1960, 1970, 1974, 2000, 2006 und 2011.

## Handlung

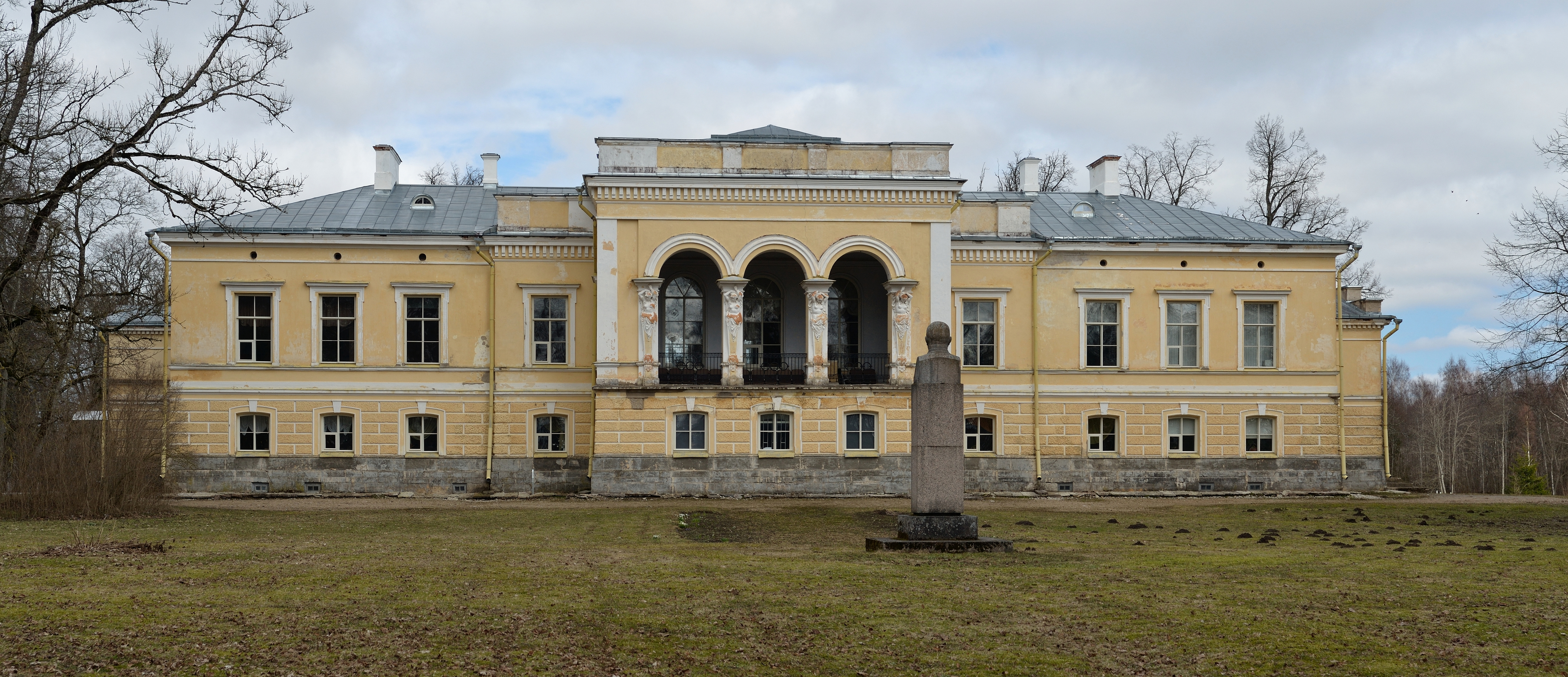
Vildes Eltern waren im Gutshaus von Muuga beschäftigt. Dort wuchs der spätere Schriftsteller auf.

Das ländliche Estland, ca. in der zweiten Hälfte des 19. Jahrhunderts. Die junge Mari ist mit dem estnischen Bauern Tõnu Prillup verheiratet, dem verwitweten Mann ihrer Schwester. So will es die Konvention. Die Ehe plätschert dahin; Mari ist Tõnus Kindern eine gute Stiefmutter.
Der alternde deutschbaltische Adlige Ulrich von Kremer hat ein Auge auf die hübsche Mari geworfen. Aufgrund der tradierten Standesschranken kann er natürlich Mari nicht zur Frau nehmen. Aber schlägt seinem Bauern Tõnu einen Pakt vor: Mari soll Ulrichs Geliebte werden. Tõnu erhält im Gegenzug die wirtschaftlich lohnende Stelle eines Milchbauern.
Tõnu, dem scheinbar emotional wenig an seiner zweiten Frau liegt und der Aussicht auf wirtschaftlichen Gewinn sieht, willigt ein. Schon lange blickt er neidvoll auf den bisherigen Milchmann Kuru Jaan. Mari ist zunächst von dem unmoralischen Ansinnen wenig begeistert, doch Tõnu drängt sie mit seiner Überredungskunst und allerlei Finten zu dem Geschäft. Schließlich gibt Mari nach – sie wird Ulrichs Geliebte. Tõnu erhält wie versprochen die Stelle als Milchmann. Sein Konkurrent Kuru Jaan wird entlassen. Zufrieden geht er seiner neuen Arbeit nach. Aber auch Mari findet Gefallen an den Geschenken des adligen Herrn und genießt das Stadtleben.
Mit der Zeit entwickelt Tõnu immer mehr Eifersuchtsgefühle. Er schämt sich plötzlich wegen seiner unmoralischen Abmachung mit Ulrich von Kremer. Auch Tõnus Geschäfte laufen mittlerweile nicht mehr so gut. Er spricht immer mehr dem Alkohol zu. Doch alle Versuche, Maris amouröse Ausflüge zu Ulrich zu unterbinden, scheitern. Mari beruft sich auf den Vertrag, den sie einhalten müsse... Allerdings hat sie auch ernsthafte Gefühle für den Schmied Juhan entwickelt.
Der sturzbetrunkene Tõnu kommt in einer rauen Winternacht ums Leben. Und am Ende weist Mari alle Freier, auch Juhan, zurück. Sie verlässt Ulrich, um in der Stadt ein freies Leben mit einem selbstbestimmten Gatten zu beginnen.

## Protagonisten
Eduard Vilde beschreibt in seinem psychologisch-realistischen Roman Prototypen des estnischen Lebens im späten 19. Jahrhundert. Der einfache Bauer Tõnu kann scheinbar mit Emotionen, Liebe und Treue wenig anfangen. Für ihn sind vor allem die materiellen Dinge des Lebens entscheidend. Neid auf den vermeintlich reicheren Nachbarn, den Milchmann des Adligen, ist eine starke Triebfeder seiner Handlungen. In der Verwirrung seiner Gefühle nach Maris Verhältnis mit Ulrich greift er zum Schnaps, als die Situation ihn überfordert. Nur so findet er einen Ausweg aus seinem Kummer – und geht bemitleidenswert am Ende daran zugrunde.
Der ältliche Junggeselle Ulrich von Kremer gehört bereits einer Generation von Deutsch-Balten an, die sich im Niedergang befindet. Die alten Privilegien, an die er sich klammert, zählen in der Welt nicht mehr viel. Aber er ist auch nicht der böse Feudalherr, als der manche Deutsch-Balten in der estnischen Literatur dargestellt werden. Er zeigt menschliche Züge und versucht, das estnische Bauernmädchen Mari mit Charme und Geschenken zu umgarnen. Eigentlich ist er aber eher träge und willensschwach. Trotz seiner Einsamkeit schafft er es nicht, eine standesgemäße Frau zu finden, die er heiratet.
Mari ist die zentrale Figur des Romans. Die verschlossene junge Frau zeigt viel Eigensinn und lässt sich bei ihren Plänen nicht in die Karten schauen. Zwar lässt sie sich auf den unmoralischen Deal ihrer beiden Herren ein. Am Ende wahrt sie aber Stärke, Unabhängigkeit und Selbstbestimmung. Ihr gelingt es, aus bestehenden Zwängen ausbrechen und ein eigenes Leben zu beginnen. Sie ist daher oft mit Henrik Ibsens Nora aus dem Schauspiel Ein Puppenhaus (1879) verglichen worden.
Wie in den meisten Werken Vildes spielt die Auseinandersetzung mit der estnischen Geschichte und der Psyche der Esten eine große Rolle. Auch Vildes lebenslanges Engagement für die Frauenemanzipation kommt in dem Werk zum Tragen.
Die gelungenen Beschreibungen des estnischen Landlebens und der Bewohner hat er nicht zuletzt seiner Herkunft zu verdanken. Seine Eltern waren Bedienstete in einem deutschbaltischen Gutshaus. Der Ort des Romans, das fiktive Mäeküla, ist unschwer als Vildes Heimat zu erkennen. Im Mittelpunkt stehen aber die Gedanken und Gefühle der drei Hauptpersonen des Romans. Die eigentliche Stärke des Werks ist die subtile und realitätsnahe Darstellung des Seelenlebens aller Romanfiguren.

## Bearbeitungen
Der Roman wurde 1965 von der sowjet-estnischen Filmgesellschaft Tallinnfilm verfilmt.
Übersetzungen liegen in folgende Sprachen vor:
- Finnisch: Mäenkylän maitomies (1920)
- Ungarisch: A Hegyfalvi tejesember (1933)
- Lettisch: Kalnaciema piena vedējs (1963)
- Litauisch: Meikiulos pienininkas (1965)
- Russisch: Молочник из Мяэкюлы (1965)
- Ungarisch: Aki eladta a feleségét (1967)
- Englisch: Milkman of the Manor (1976)
- Esperanto: Laktisto de Mäeküla (1983)
- Portugiesisch: O leiteiro de Mäeküla (2004)

Eine Übersetzung ins Deutsche gibt es bislang nicht.

## Zitate
- Mari: „Ich will in der Stadt wie ein Spatz leben, nicht wie ein Kanarienvogel.“